# 天安體育場
天安體育場（韓語：천안종합운동장）是一座位於韓國天安市的綜合性體育場。目前主要用於舉行足球賽事，可容納26000人。2013年10月15日，韓國國家足球隊首度使用該體育場和馬利進行友誼賽，最終韓國以3-1獲勝。2017年國際足總U-20世界盃的小組賽、16強賽和八強賽將於此舉行。

## 外部連結
- 官方網站 （韓語）
- World Stadiums